# Le Jardin extraordinaire (chanson)
Pour les articles homonymes, voir Le Jardin extraordinaire.
Clip vidéo
[vidéo] « Charles Trenet - Le jardin extraordinaire », sur YouTube
[vidéo] « Claude François et Eddy Mitchell - Le jardin extraordinaire », sur YouTube
Le Jardin extraordinaire est une chanson française de l'auteur-compositeur-interprète Charles Trenet, qui l'enregistre en EP en 1957 chez Columbia Records,, un des grands succès de son répertoire et de la chanson française. 

## Histoire
Charles Trenet, icône française du « french jazz-zazou parisien » surnommé « le Fou chantant », âgé de 44 ans, compose et écrit cette chanson d'amour sur le thème poétique, fantaisiste et enchanté « d'un jardin extraordinaire de ses rêves et de son imagination ». « C'est un jardin extraordinaire, il y a des canards qui parlent anglais, j'leur donne du pain, ils remuent leur derrière, en m'disant: Thank you, very much Monsieur Trenet... ». « Pour ceux qui veulent savoir où ce jardin se trouve, il est, vous l'voyez, au coeur d'ma chanson, j'y vole parfois quand un chagrin m'éprouve, il suffit pour ça d'un peu d'imagination... ». Cette chanson décrit un jardin extraordinaire, avec des animaux qui parlent, des statues, qui la nuit venue, s'en vont danser sur le gazon, des oiseaux qui tiennent un buffet, avec comme clients Monsieur l'Maire et l'Sous Préfet, un bal donné par des primevères, dans un coin de verdure, deux petites grenouilles qui chantent la valse brune, un ange qui joue du luth, et la plus belle des filles, pour une gentille amourette, un petit flirt de vingt ans...  
Il explique dans une interview accordée à Jacques Chancel, s'être inspiré pour cette chanson du jardin des plantes de Paris, ainsi que d'un jardin de Stockholm en Suède, où il s'est promené après un gala, et où il aurait aperçu des statues qui bougeaient la nuit. Son titre a inspiré le nom de l'émission de télévision belge Le Jardin extraordinaire de 1965.

## Télévision
À partir de 1975, Trenet interprète sur l'air de cette chanson une publicité télévisée pour Wizard, le déodorant d'intérieur.

## Reprises et adaptations
La chanson est reprise entre autres en 1976, en duo, par Eddy Mitchell et Claude François. 